# Huset ved havet
Huset ved havet (originaltitel Das Haus am Meer) er en tysk stumfilm fra 1924 af Fritz Kaufmann.

## Medvirkende
- Asta Nielsen som Teresa
- Gregori Chmara som Enrico
- Albert Steinrück som Werber
- Carl Auen som Gino
- Alexandra Sorina
- Hermann Vallentin
- Rudolf Del Zopp som Ohm